# Плитченко, Александр Иванович
Александр Иванович Плитченко (9 апреля 1943, Чумаково, Новосибирская область — 8 ноября 1997, Новосибирск) — русский поэт, писатель и редактор, переводчик алтайского и якутского эпоса, драматург, публицист. Член Союза писателей СССР, позже — России.

## Биография
Александр Плитченко родился в селе Чумаково Куйбышевского района Новосибирской области. Отец — Плитченко Иван Карпович.
В городе Каргат Новосибирской области окончил школу-десятилетку. По окончании школы Александр поступил в Новосибирский государственный педагогический институт; с третьего курса ушёл на службу в армию, службу проходил на Тихоокеанском флоте. В это время в Новосибирске вышла его первая книжка для детей «Про Сашку», а следом — первая книга стихов «Аисты улетают за счастьем». Второй стихотворный сборник «Облака, деревья, травы» вышел во Владивостоке, уже после демобилизации, и частично основан на впечатлениях флотской службы.
Работал в каргатской районной газете «За изобилие», затем, после переезда в Новосибирск, — литературным редактором в Западно-Сибирском книжном издательстве. Тогда же, в 1968 году, стал членом Союза писателей СССР. Позже работал заведующим отделом прозы в журнале «Сибирские огни», был ответственным секретарём журнала, главным редактором Новосибирского книжного издательства, главным редактором Сибирского отделения издательства «Детская литература». С середины 1980-х — член редакционной коллегии журнала «Сибирские огни». В 1982 году окончил Литературный институт им. А. М. Горького, с 1993 по 1997 год возглавлял Новосибирскую писательскую организацию. С 1989 года участвовал в движении по возвращению православных храмов церкви. Одним из важных успехов кампании стала передача Новосибирской епархии РПЦ собора во имя Александра Невского в Новосибирске.
Умер от инфаркта. Похоронен на Южном кладбище (уч. У) в новосибирском Академгородке.

## Публикации
- «Про Сашку». Новосибирск, 1965.
- «Аисты улетают за счастьем». Новосибирск, 1966.
- «Облака, деревья, травы». Владивосток, 1967.
- «Стихотворения». Новосибирск, 1968.
- «Четыре белых коня». Новосибирск, 1970.
- «Екатерина Манькова. Повесть о любви». Поэма. Новосибирск, 1972.
- «Родительский сад». М., 1972.
- «Дневник». Новосибирск, 1975.
- «Родня». М., 1976.
- «Стихотворения». Биб-ка сиб. поэзии. Новосибирск, 1978.
- «Слово растений». Новосибирск: Зап.-Сиб. кн. изд-во, 1979.
- «Любовь к снегу». М., 1980.
- Маадай-Кара. Очы-Бала : Алтайские героические сказания / Сказитель Алексей Калкин; Поэтич. пер. с алт. А. Плитченко; Вступ. ст. А. Адарова; Рецензенты: А. Преловский, В. Ларичев, А. Романов. — М.: Современник, 1983. — 288 с. — 50 000 экз. (в пер.)
- «Земляничный холм». Новосибирск, 1983.
- «Сказки народов Сибири» (в соавт. с Э. Падериной). Новосибирск: Зап.-Сиб. кн. изд-во, 1984.
- «Родительский дом». М., 1985.
- «Оклик». Новосибирск, 1986.
- «Письмовник, или Страсть к каллиграфии». Повесть-эссе. Новосибирск, 1988.
- «Дверь на холме. След мамонта». Повести. М., 1988.
- «Якутские народные песни». Перевод с якутского. Якутск, 1988.
- «Волчья Грива». Поэмы. Новосибирск, 1990.
- «Медведь и соболь». Новосибирск, 1990.
- «Лисица и заяц». Новосибирск, 1991.
- «Волк и кабан». Новосибирск, 1992.
- «Маадай-Кара». Алтайский героический эпос. Перевод с алтайского. Горно-Алтайск, 1979; Горно-Алтайск, 1995.
- «Матушка-рожь». Стихи. Подготовлена автором. Новосибирск: Горница, 1998.
- «Избранное». Новосибирск, 2000.

Последним опубликованным при жизни материалом стала статья о родном Новосибирске «В городе моем светло» (газета «Ведомости», 1997, 6 ноября).

## Критическая оценка
«В его поэтической известности присутствовала какая-то неистребимая глубокая тишина, издревле сопутствовавшая всем истинным талантам», — полагал новосибирский поэт Александр Денисенко.

## Песни на стихи Плитченко
- Народным артистом России, композитором Виктором Захарченко на стихи поэта Александра Плитченко написана песенная симфония «Русь от края до края».[значимость факта?]
- Народным артистом России, Геннадием Заволокиным написана песня на стихи Плитченко «Снег под луной».[значимость факта?]
- Заслуженный деятель искусств Российской Федерации, профессор кафедры композиции Новосибирской государственной консерватории Нгуен, Лантуат Ланович, создал на стихи Плитченко гимн, посвященный Новосибирску.[значимость факта?]
- Композитор и певица Татьяна Макарова написала песню на стихи Плитченко «Миша».[значимость факта?]

## Увековечивание памяти
- В честь Александра Плитченко названа малая планета 9535 Plitchenko[фр.], открытая 22 октября 1981 советским астрономом Николаем Черных (Крымская астрофизическая обсерватория)[3][4].
- В 1998 году в Новосибирске учреждена Литературная премия имени А. И. Плитченко для молодых поэтов[5].
- В краеведческом музее г. Каргат представлена экспозиция, посвященная юношеским годам поэта[5].
- На здании Союза писателей России в Новосибирске (ул. Орджоникидзе, 33), где с 1995 по 1997 год трудился писатель, установлена мемориальная доска[5].
- К 75-летию Плитченко Почтой России выпущена именная почтовая карточка[6][7].
- В 2019 году в Каргате, на здании школы № 1, где учился Плитченко, установлена мемориальная доска[8].

### Фестиваль «Сто небес»
В 2018 году в Новосибирской области был учреждён региональный литературный фестиваль имени А. И. Плитченко «Сто небес», приуроченный к 75-летию поэта. Организаторами выступили Фонд «Сибирский писатель», Новосибирская государственная областная научная библиотека и гуманитарно-просветительский клуб «Зажги свечу» при поддержке Министерства культуры Новосибирской области.
Фестиваль проводится ежегодно. Его программа объединяет лекции, мастер-классы, поэтические чтения, театральные постановки, конкурсы и выездные мероприятия на родину поэта в Каргат. В разные годы в рамках фестиваля проходили церемонии вручения литературной премии имени Плитченко, открытие мемориальных досок, презентации книг, викторины и квесты для школьников.
В 2021 году фестиваль был посвящён 800-летию Александра Невского. К 2023 году фестиваль охватывал широкую аудиторию, включая участников из сельских районов.